# Volker Vogeler
Volker Vogeler (27 de junio de 1930 - 16 de abril de 2005) fue un director y guionista alemán.

## Biografía
Nacido en Połczyn-Zdrój, en la actualidad parte de Polonia, finalizó sus estudios de secundaria graduándose (Abitur) en 1951 en Dresde, ocupándose después en diferentes trabajos, incluso de carácter agrícola. Más adelante estudió filosofía, historia y germanística en la Universidad Humboldt de Berlín y en la Universidad de Gotinga. Entre 1956 y 1958 trabajó en el Instituto del Cine y la Televisión, en Múnich, antes de volver a tener ocupaciones como las de minero o leñador. 
Debutó en televisión como guionista y director con el telefilm Das Bild en 1967. A partir de ese año rodó numerosas producciones para la pequeña pantalla y para el cine, y unos 200 guiones para la serie criminal Der Alte. 
En 1971 fundó la distribuidora cinematográfica Neuer Deutscher Film junto a varios componentes del Nuevo cine alemán. 
Volker Vogeler falleció en el año 2005 en Hamburgo, Alemania.

## Premios
- 1971 : Deutscher Filmpreis por Jaider – der einsame Jäger. Ese mismo año fue nominado por dicha película en el Festival Internacional de Cine de Berlín.

## Filmografía (selección)
- 1967 : Das Bild (telefilm, guion y dirección)
- 1968 : Mijnheer hat lauter Töchter (telefilm, guion y dirección)
- 1969 : Der Bettenstudent oder: Was mach’ ich mit den Mädchen? (guion)
- 1970 : Tanker (telefilm, dirección)
- 1971 : Jaider – der einsame Jäger (guion y dirección)
- 1973 : Verflucht dies Amerika (guion y dirección)
- 1974 : Output (guion)
- 1975 : Das Tal der tanzenden Witwen (guion y dirección)
- 1977 : Die Straße (telefilm, dirección)
- 1978 : Zwei Tore zum Hof (telefilm, guion y dirección)
- 1979 : St. Pauli-Landungsbrücken  (serie TV, dirección)
- 1980 : Luftwaffenhelfer (telefilm, dirección)
- 1981 : Jonny Granat (telefilm, dirección)
- 1980 : Tatort, episodio Wat Recht is, mutt Recht bliewen (serie TV, dirección)
- 1983 : Ein Kriegsende (telefilm, guion, dirección y actuación)
- 1984 : Al Kruger (telefilm, guion y dirección)
- 1985 : Zielscheiben (guion, dirección y actuación)
- 1999 : Kein Weg zurück (telefilm, guion y dirección)